# Happier
Happier – utwór amerykańskiego DJ, Marshmello oraz brytyjskiego zespołu muzycznego, Bastille wydany 24 września 2018 roku przez wytwórnię Universal Music Group.

## Certyfikaty
| Kraj              | Certyfikat         |
| ----------------- | ------------------ |
| Stany Zjednoczone | 2x platynowa płyta |
| Australia         | 3x platynowa płyta |
| Kanada            | 3x platynowa płyta |
| Niemcy            | złota płyta        |
| Nowa Zelandia     | platynowa płyta    |
| Szwecja           | złota płyta        |
| Wielka Brytania   | platynowa płyta    |
| Polska            | 4x platynowa płyta |